# MTV Unplugged No. 2.0
Albums de Lauryn Hill
The Miseducation of Lauryn Hill
(1998)
MTV Unplugged no 2.0 est le premier album live (et le second album au total) de l'artiste américaine de Hip-hop/Nu Soul Lauryn Hill. C'est un enregistrement de l'un de ses concerts, le 21 juillet 2001 aux Studios de MTV au One Astor Plaza de Times Square à New York.

## Thème de l'album/Contenu
C'est un album très lyrique où Lauryn Hill partage ses sentiments au sujet de la religion, de la société, de Dieu, de l'amour. Tous les titres chantés ont été écrits par Hill à l'exception de So Much Things to Say (de Bob Marley) et The Conquering Lion.

## Classement de l'album
MTV Unplugged no 2.0 atteint la seconde place du classement Billboard 200 et la troisième place du classement Top R&B/Hip-Hop Albums du même magazine.
En Royaume-Uni, il se classe à la 50e place. L'album est certifié disque de platine en juin 2002.

## Critiques musicales de l'album
Contrairement à l'album The Miseducation of Lauryn Hill qui a reçu la quasi-unanimité des critiques musicales, MTV Unplugged no 2.0 divise fortement les critiques. AllMusic lui attribue quatre étoiles sur cinq, déclarant que cet album est « la représentation imparfaite et inébranlable d'idées et d'une personne. Il n'est pas une suite logique du premier album mais il est fascinant ».
Sal Cinquemani du magazine Slant écrit : « Le jeu de guitare de Hill est multi-texturé et affiné mais sa voix manque de personnalité et semble être poussée à bout de ses limites durant toute la durée de l'album. Et bien que la nature intimiste du show soit une réussite, beaucoup des chansons ne semblent pas être abouties. » Malgré les opinions divergentes, MTV Unplugged no 2.0 se classe la troisième place du Billboard 200 et devient disque de platine quatre semaines après sa sortie.

## Liste des titres

### Disque 1
1. Intro – 2:28
2. Mr. Intentional – 6:58
3. Adam Lives in Theory – 7:25
4. Interlude 1 – 1:55
5. Oh Jerusalem – 8:53
6. Interlude 2 – 1:22
7. War In The Mind – 4:58^
8. Interlude 3 – 3:18
9. I Find It Hard to Say (Rebel) – 6:49
10. Water – 6:08^
11. Interlude 4 – 1:40
12. Just Want You Around – 4:36
13. I Gotta Find Peace of Mind – 9:18

Note : sur la première version du disque, les chansons sont renommées Freedom Time et Just Like Water respectivement.

### Disque 2
1. Interlude 5 – 12:11
2. Mystery of Iniquity – 5:10
3. Interlude 6 – 1:43
4. I Get Out – 5:17
5. Interlude 7 – 0:21
6. I Remember – 3:46
7. So Much Things to Say – 5:59
8. The Conquering Lion – 3:19
9. Outro – 2:57

## Classement

### Album
| Année | Classement                      | Meilleure Position |
| ----- | ------------------------------- | ------------------ |
| 2002  | Billboard 200 (États-Unis)      | 2                  |
| 2002  | Top R&B/Hip-Hop Albums          | 1                  |
| 2002  | Classement des albums au Canada | 9                  |
| 2002  | Classement des albums en France | 124                |